# Друвиенская волость
Дру́виенская волость (латыш. Druvienas pagasts) — одна из четырнадцати территориальных единиц Гулбенского края Латвии.
Расположена в северо-восточной части страны, в районе Верхнегауйского понижения Видземской возвышенности. Граничит с Ранкской, Лизумской и Тирзской волостями своего края, а также с Цесвайнской волостью Цесвайнского края, Лиезерской волостью Мадонского края и Яунпиебалгской волостью Яунпиебалгского края.
Наиболее крупные населённые пункты Друвиенской волости: Друвиена (волостной центр), Межклейвас, Мурани, Силмачи, Зиемели, Салтупес, Тирумклейвас, Тирзиеши.
По территории волости протекают реки: Азанда, Лаба Вилауне, Робежупе, Тирза, Тоцупите, Вилауне.
Крупные водоёмы: Перля дзирнавэзерс, Лазду уденскратуве, Калниньдикис, Цаунес дикис, Гайля дикис, Велниньш.
Высшая точка: 177,3 м.
Национальный состав: 95,3 % — латыши; 2,4 % — русские.
Волость пересекают автомобильные дороги Друвиена — Лизумс, Ранка — Друвиена, Яунпиебалга — Перлис.

## История
Первое упоминание в письменных источниках относится к 1596 году. В XIX веке земли нынешней Друвиенской волости находились на территории Друвиенского поместья, а также Александровского, Салтупского и Вилкского полупоместий.
В 1824 году в Салтупском полупоместье была открыта школа. В 1930-х годах на территории Друвиенской волости Цесисского уезда работали 5 кирпичных заводов и пивоварня, проживали 1130 жителей.
После Второй мировой войны были организованы два колхоза, позднее объединившееся в колхоз «Тайсниба» (до 1954 года колхоз «Друвиена»). В 1992 году наследником колхоза стало паевое общество, просуществовавшее до 1999 года.
В 1945 году в Друвиенской волости был образован Друвиенский сельский совет, который в 1947 году был ликвидирован и восстановлен в 1949. В том же году произошла отмена волостного деления и Друвиенский сельсовет входил в состав Гауенского (1949—1956) и Гулбенского (с 1956) районов.
В 1990 году Друвиенский сельсовет был реорганизован в волость. В 2009 году, по окончании латвийской административно-территориальной реформы, Друвиенская волость вошла в состав Гулбенского края.
На 2002 год в волости находились 2 экономически активных предприятия, Друвиенская начальная школа, Друвиенская волостная библиотека, Дом культуры, два музея («Силмачи» и Друвиенская старая школа), фельдшерский и акушерский пункт, почтовое отделение.